# Krzysztof Jan Buchowiecki
Krzysztof Jan Buchowiecki herbu Drogosław (zm. w 1668 roku) – marszałek grodzieński w latach 1652-1668, cześnik grodzieński w latach 1646-1652, starosta filipowski w 1649/1650 roku.
Poseł sejmiku grodzieńskiego na sejm 1649/1650 roku, sejm 1650 roku, sejm 1664/1665 roku.